# Сумвіч
Сумвіч (ромш. Sumvitg) — громада  в Швейцарії в кантоні Граубюнден, регіон Сурсельва.

## Географія
Громада розташована на відстані близько 120 км на схід від Берна, 50 км на захід від Кура.
Сумвіч має площу 101,9 км², з яких на 1,1% дозволяється будівництво (житлове та будівництво доріг), 22,7% використовуються в сільськогосподарських цілях, 29,3% зайнято лісами, 46,8% не є продуктивними (річки, льодовики або гори).

## Демографія
2019 року в громаді мешкало 1121 особа (-12,5% порівняно з 2010 роком), іноземців було 4,7%. Густота населення становила 11 осіб/км².
За віковим діапазоном населення розподілялося таким чином: 13,9% — особи молодші 20 років, 56,5% — особи у віці 20—64 років, 29,6% — особи у віці 65 років та старші. Було 485 помешкань (у середньому 2,3 особи в помешканні).
Із загальної кількості 455 працюючих 102 було зайнятих в первинному секторі, 157 — в обробній промисловості, 196 — в галузі послуг.